# 沼津鼠海豚属
沼津鼠海豚属（学名：Numataphocoena）是鼠海豚科下的一个属。

## 下属物种
本属包括以下物种：
- 山下沼津鼠海豚 Numataphocoena yamashitai Ichishima & Kimura, 2000[2]